# Défense planétaire
Ne doit pas être confondu avec la protection planétaire, qui traite des moyens de protection d'une planète contre des micro-organismes issus d'autres planètes dans le cadre de l'exploration spatiale.
La défense planétaire regroupe l'ensemble des tâches permettant de gérer les risques d'impact d'un objet géocroiseur (astéroïde ou comète) avec la Terre. Elle comprend la détection de ces objets, la mesure du risque, la caractérisation de l'impacteur, le déclenchement de l'alerte, la mise en œuvre des moyens de prévention de l'impact (déviation de l'objet) ou de limitation de ses conséquences (défense civile) ainsi que la planification et la coordination des actions.
Le concept de défense planétaire émerge dans les années 1990 avec la prise de conscience aux États-Unis de la menace constituée par les objets géocroiseurs à la suite de l'impact de la comète Shoemaker-Levy 9 sur la planète Jupiter (1994). Le Congrès américain demande à l'époque à la NASA de détecter les géocroiseurs de plus de 1 kilomètre de diamètre. Les moyens accordés à l'agence spatiale américaine sont renforcés au milieu des années 2000 pour étendre ses investigations aux géocroiseurs de plus de 140 mètres. Courant 2021 les principaux projets de la NASA sont, outre son programme de détection, une mission destinée à évaluer l'utilisation d'un impacteur cinétique pour dévier la trajectoire d'un géocroiseur (mission DART) et le développement d'un observatoire spatial consacré à la détection de ces objets (NEO Surveyor). L'agence spatiale européenne (ESA) a de son côté mis sur pied un programme de défense planétaire plus modeste dont les principaux composants sont en 2021 la création d'un réseau de télescopes FlyEye et la mission Hera qui doit étudier les résultats de l'impact de DART.
La NASA et l'ESA, qui sont en 2021 les seules agences spatiales à avoir une politique active dans le domaine, ont mis sur pied une organisation comprenant un centre de calcul des trajectoires (CNEOS pour la NASA et NEOCC pour l'ESA) et une structure pilotant la défense planétaire (PDCO pour la NASA et SSA pour l'ESA). Les données sont fournies par un réseau d'observatoires terrestres principalement le Catalina Sky Survey et Pan-STARRS qui devraient être assistés dans les années futures par le LSST et FlyEye. Les observations alimentent le Centre des planètes mineures un organisme international chargé de les stocker et de les rediffuser. Deux organismes, l'IAWN et le groupe de travail SMPAG sont missionnés par les Nations-Unies pour animer les projets de défense planétaire et mettre au point un plan d'actions consensuel en cas de concrétisation de la menace.

## Les objets géocroiseurs: une menace plus ou moins lointaine pour l'humanité

### Définition et origine des objets géocroiseurs

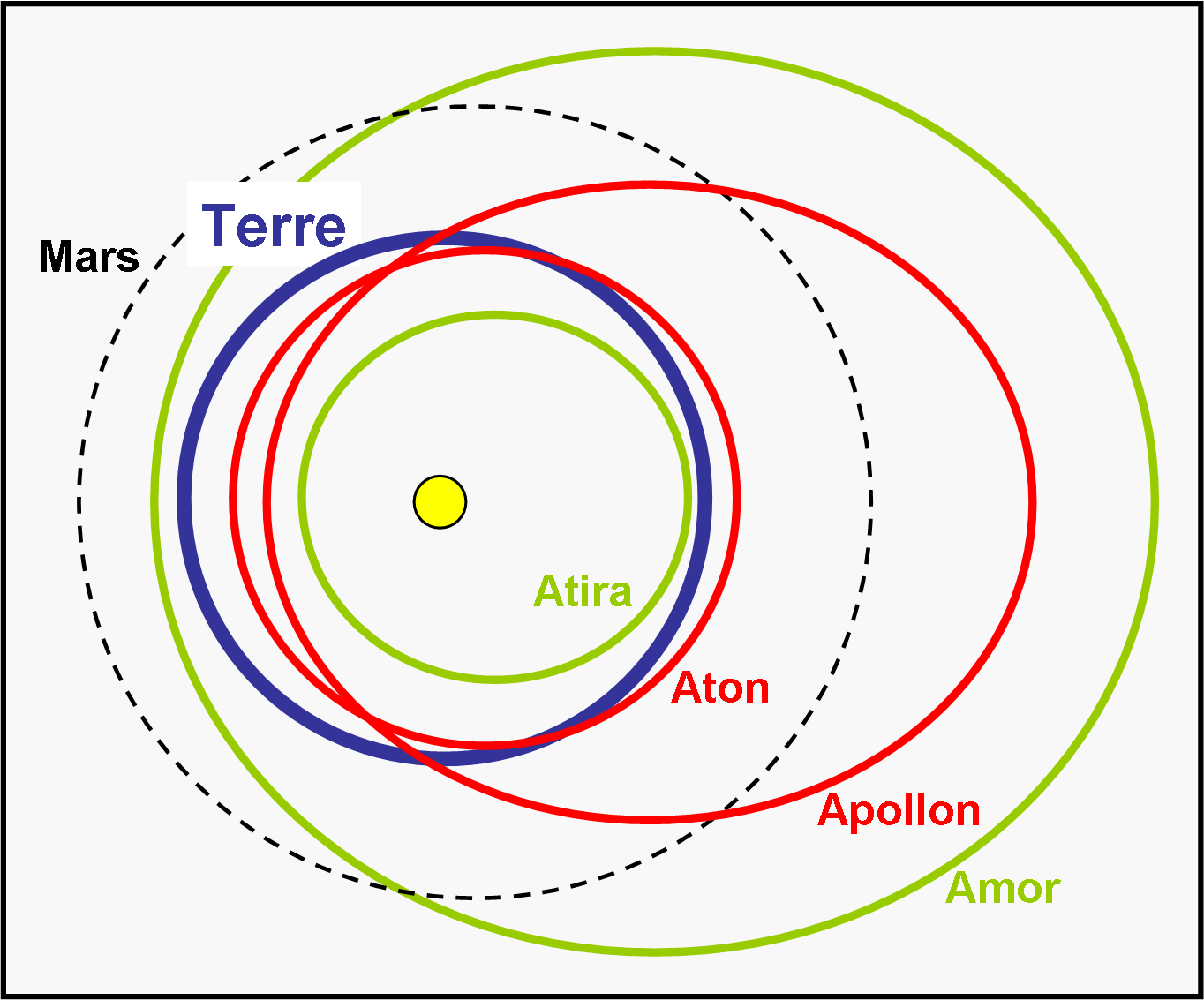
Orbites des différentes familles d'astéroïdes constituant une menace pour la Terre : les géocroiseurs des familles Apollon et Aton (représentées en rouge) coupant l'orbite de la Terre (bleu foncé) et les géofrôleurs des familles Amor et Atira (vert).

Les objets géocroiseurs sont des corps célestes (astéroïde ou comète) dont l'orbite autour du Soleil coupe celle de la Terre ou s'en approche de très près et qui peuvent donc, dans un délai plus ou moins lointain, s'écraser sur la Terre. La majorité des astéroïdes sont des petits corps provenant de la ceinture d'astéroïdes orbitant initialement entre les planètes Mars et Jupiter. Leur orbite a été modifiée par l'influence gravitationnelle de Jupiter ou Mars ou encore à la suite d'une collision et l'astéroïde circule désormais à entre Mars et le Soleil en s'approchant à plus ou moins grande distance de la Terre. Lorsque leur trajectoire les fait pénétrer dans l'atmosphère terrestre, la plupart d'entre eux, qui sont de petite taille, se désintègrent dans l'atmosphère terrestre et n'atteignent pas la surface de la Terre. Chaque jour, environ 100 tonnes d'astéroïdes de petite taille se désintègrent ainsi dans notre atmosphère, produisant parfois des petites météorites qui atteignent le sol sans dommage. Mais les plus gros d'entre eux, heureusement très rares (généralement ceux dont le diamètre est supérieur à 30/50 mètres), peuvent eux provoquer des dégâts considérables. L'étendue de ces derniers dépend de la taille de l'objet géocroiseur, de leur densité, de leur vitesse, de l'incidence de leur trajectoire ainsi de la zone terrestre subissant l'impact.

### Probabilités d'impact et conséquences

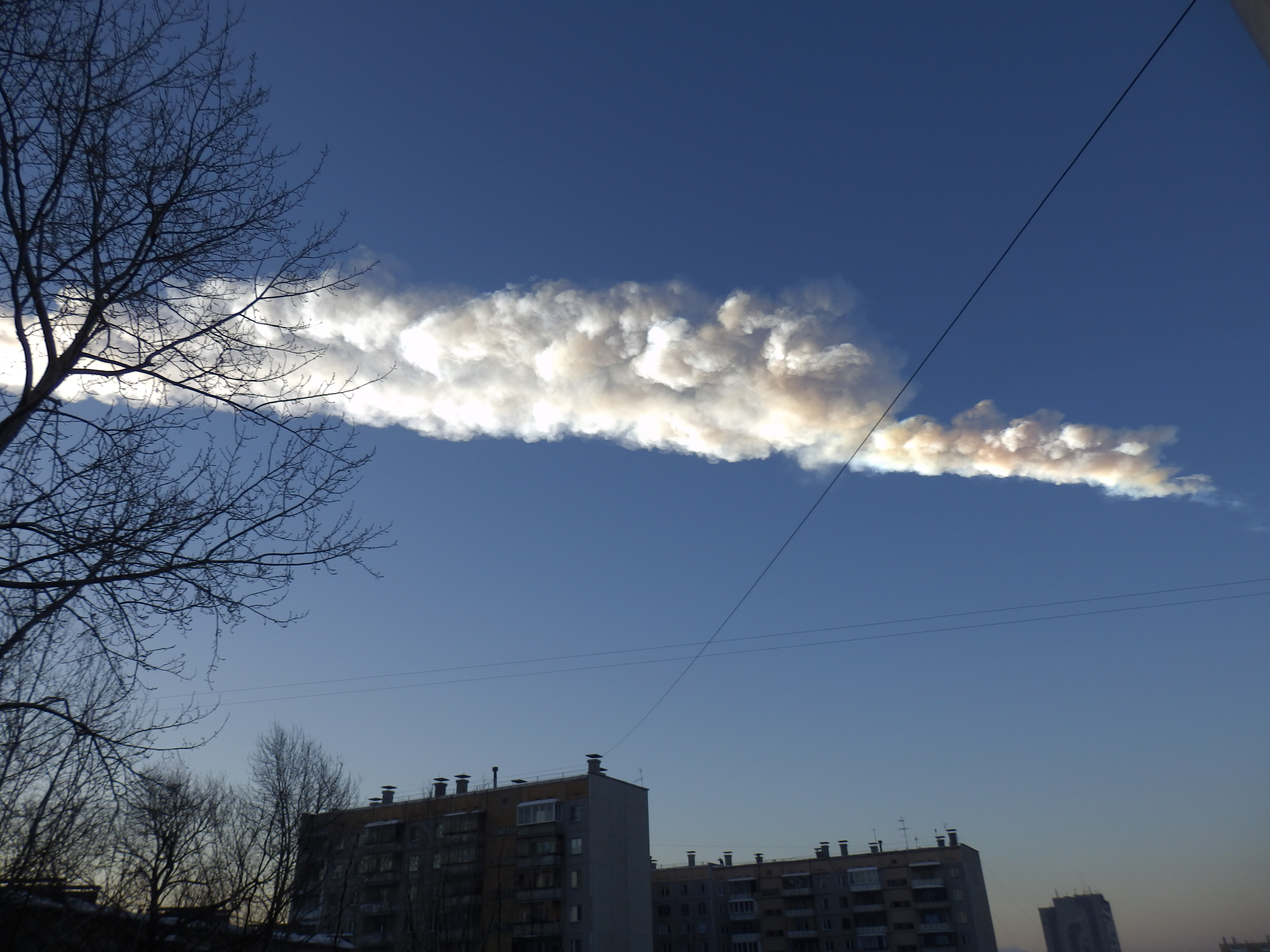
Traînée du superbolide d'environ 15 à 17 mètres de diamètre qui a fait environ un millier de blessés légers en explosant au-dessus de Tcheliabinsk (Sibérie) (2013).

Les objets géocroiseurs dont le diamètre est supérieur à 1 mètre et inférieur à 20 mètres sont relativement nombreux à pénétrer dans l'atmosphère de la Terre. Entre 1994 et 2013, 556 bolides (diamètre compris approximativement entre 1 et 20 mètres) ont été recensés par le système de surveillance américain. Ils se désintègrent dans l'atmosphère généralement sans conséquence matérielle ou humaine. Le superbolide de Tcheliabinsk, dont le diamètre était compris entre 15 et 17 mètres, rentre dans cette catégorie. Il s'est désintégré dans l'atmosphère en 2013 et, bien qu'il ait dégagé une puissance équivalente à celle de 500 kilotonnes de TNT (20 à 30 fois l'énergie de la bombe atomique d'Hiroshima), cet événement ne s'est soldé que par des blessés légers et des dégâts matériels modérés. À partir d'un diamètre de 30 mètres, un objet géocroiseur peut anéantir une ville. L'explosion d'un astéroïde d'environ 40 mètres au-dessus de la Tougounska en Sibérie en 1908 a dégagé une puissance équivalente à 5-10 mégatonnes de TNT en rasant 2 000 km2 de forêt. S'il s'était produit au-dessus d'une grande métropole, le bilan aurait été de plusieurs millions de morts et blessés. Lorsque son diamètre dépasse environ 140 mètres, un astéroïde géocroiseur produit un impact qui affecte systématiquement des régions habitées quel que soit l'endroit de la Terre qui est frappé. Ainsi, le recensement exhaustif des objets géocroiseurs en cours à la NASA porte en priorité sur les astéroïdes dépassant cette taille. La survenue d'un objet géocroiseur susceptible d'anéantir la civilisation humaine (plus de 1 000 mètres de diamètre), comme celui qui a provoqué l'extinction des grands dinosaures, est statistiquement rare : la probabilité d'un impact d'un objet de plus de 1 000 mètres est de 0,002 % tous les 100 ans,. S'il est moins probable qu'un tsunami ou un tremblement de terre de grande ampleur, le risque d'un impact meurtrier d'un objet géocroiseur peut avoir des conséquences beaucoup plus graves. Toutefois, à l'inverse des autres catastrophes naturelles, il est possible de le prévoir et de le prévenir.
| Diamètre :            | Entre 3 et 29 mètres                                                    | Entre 30 et 139 mètres                                                                          | Entre 140 et 1 000 mètres                                                                             | Plus de 1 000 mètres                            |
| --------------------- | ----------------------------------------------------------------------- | ----------------------------------------------------------------------------------------------- | --- | ----------------------------------------------- |
| Probabilité impact    | 1 par an                                                                | 1 tous les 100 ans                                                                              | 1 % tous les 100 ans                                                                                  | 0,002 % tous les 100 ans                        |
| Manifestation         | Flash lumineux                                                          | Explosion aérienne (météorite poreux) Cratère de 1 kilomètre de diamètre (météorite métallique) | Cratère de plusieurs kilomètres de diamètre                                                           | Cratère de 10 kilomètres de diamètre ou plus    |
| Conséquences humaines | Dégâts mineurs à importants Peut entraîner plusieurs milliers de décès. | Peut détruire une ville entière en cas de frappe directe (probabilité faible)                   | Destruction d'un pays entier Pertes humaines supérieures à toutes les catastrophes naturelles passées | Disparition possible de la civilisation humaine |
| Nombre                | environ 1 milliard                                                      | environ 1 million                                                                               | environ 16 000                                                                                        | environ 1 000                                   |
| Pourcentage identifié | ∅ 3 mètres : 0 % ∅ 10 mètres : 0,02 %                                   | ∅ 30 mètres : 1,4 % ∅ 100 mètres : 25 %                                                         | ∅ 140 mètres : 40 % ∅ 500 mètres : 77 %                                                               | ∅ 1 000 mètres : 81 % ∅ > 6,5 km : 100 %        |

### Risques d'impact identifiés courant 2021
Courant 2021 (novembre), aucun des géocroiseurs découverts ne constitue une menace pour la Terre dans les 100 ans à venir. Le risque le plus élevé était constitué jusqu'à récemment par l'astéroïde (410777) 2009 FD avec une probabilité d'impact de 0,2 % en 2185 mais des observations astronomiques ultérieures ont éliminé en novembre 2020 ce risque. Le risque le plus élevé provient désormais (novembre 2021) de l'astéroïde Bénou (astéroïde de 492 mètres de diamètre visité par la mission de la NASA OSIRIS-REx) avec une probabilité de collision de 0,037 % entre 2175 et 2199. La menace à une échéance plus proche viendra donc d'astéroïdes qui n'ont pas encore été découverts.

## Une crainte ancienne mais une prise de conscience récente

### La menace des comètes: une crainte ancienne
La menace posée par les astéroïdes géocroiseurs n'a été identifiée que très récemment. Par contre depuis des temps reculés, l'approche des comètes les plus visibles dans le ciel suscitent de grandes craintes. Les comètes sont vues comme les annonciatrices d'événements désastreux. À l'époque moderne (à compter du 18e siècle) on se met à redouter de manière beaucoup plus concrète l'impact de cette comète qui menacerait d'anéantir l'humanité. Benjamin Franklin évoque une catastrophe qui mettrait la Terre en pièces (1757). Le mathématicien et astronome Pierre-Simon de Laplace affirme que l'homme ne doit pas s'effrayer qu'un tel événement se produise, car sa probabilité à l'échelle d'une vie humaine est très faible tout en précisant néanmoins que son occurrence est par contre probable dans les siècles à venir.

### Découverte des astéroïdes géocroiseurs
Éros est le premier objet géocroiseur observé. Il est découvert conjointement par Gustav Witt et Auguste Charlois le 13 août 1898. Quelques semaines après sa découverte, son orbite atypique, passant très près de celle de la Terre, peut être établie. Éros sera également le premier géocroiseur visité par un engin spatial (NEAR Shoemaker en 2000).

### Un thème qui prend de l'importance dans le débat public aux États-Unis dans les années 1990
Malgré la découverte de l'existence des objets géocroiseurs la menace qu'ils constituent est longtemps négligée car une collision avec la Terre d'un astéroïde de taille conséquente est vu comme un phénomène très rare. Mais entre le 16 et le 22 juillet 1994 les fragments de la comète Shoemaker-Levy 9 s'écrasent de manière spectaculaire sur la planète géante Jupiter. Un impact similaire sur la Terre aurait eu des conséquences planétaires aux effets similaires à ceux ayant conduit à l'extinction des dinosaures. La menace est désormais tangible et contemporaine. Ce sont les États-Unis qui vont les premiers la prendre en compte en mettant en place les premières mesures relevant de ce qui sera baptisé par la suite la défense planétaire (planetary defense) : le Congrès américain demande en 1998 à l'agence spatiale civile américaine, la NASA, de détecter et mesurer les caractéristiques orbitales de 90 % des objets géocroiseurs ayant plus d'un kilomètre de diamètre. Progressivement la NASA est amenée à investir de plus en plus de moyens sur le sujet avec l'extension des détections aux objets géocroiseurs de plus de 140 mètres de diamètre et le renforcement des moyens de détection au milieu de la décennie 2000, le lancement d'une mission de déviation de trajectoire d'un astéroïde en 2015 (DART) et le développement d'un télescope spatial destiné à cette détection à compter de 2022 (NEO Surveyor). L'agence spatiale européenne et L'Union européenne y consacrent des sommes plus modestes en lançant des études au milieu des années 2000 puis en décidant le développement d'un système de détection terrestre ambitieux (FlyEye) et en participant à la mission DART (Hera).
Les objets géocroiseurs est depuis un sujet de préoccupation dans le grand public aux États-Unis. L'association The Planetary Society qui rassemble plusieurs dizaines de milliers de passionnés d'espace fait de la lutte contre la menace des géocroiseurs un de ses trois objectifs. La Fondation B612 qui rassemble amateurs et professionnels, créée en 2001, tente même de financer la construction d'un observatoire spatial pour détecter les géocroiseurs. Selon un sondage effectué en février 2021, 63% des américains considéraient que la gestion de la menace des géocroiseurs devait constituer un thème prioritaire du programme spatial de la NASA

## Les composants de la défense planétaire

### Recensement des objets géocroiseurs

La tache de lumière qui se déplace sur un fond d'étoiles fixe est l'astéroïde, de 2 à 3 mètres de diamètre, photographié par le Catalina Sky Survey à plus de 300000 kilomètres de la Terre avant qu'il ne s'écrase sur celle-ci.

#### Méthode utilisée
La détection d'un objet géocroiseur (orbite précise, taille/albédo, etc.) nécessitent de disposer de télescopes ayant un très grand champ de vue (condition nécessaire pour un recensement exhaustif rapide) tout en ayant une résolution spatiale suffisante pour permettre de distinguer ces objets très peu lumineux. La plupart des télescopes ne sont pas adaptés à ces observations car ils sont optimisés pour l'observation de très faibles portions du ciel. Les astéroïdes sont repérés en prenant successivement plusieurs images de la même portion du ciel et en recherchant les objets se déplaçant rapidement sur le fond d'étoiles qui, elles, restent fixes (les objets géocroiseurs sont beaucoup plus proches de la Terre et leur mouvement est de ce fait nettement discernable). Des programmes informatiques sont chargés d'analyser automatiquement le très grand nombre d'images produites et d'identifier les astéroïdes. La première détection fournit les caractéristiques approximatives de son orbite. Celle-ci est affinée par d'autres observations effectuées au cours de la semaine ou du mois suivant réalisées par des observatoires du monde entier qui s'appuient sur les éléments orbitaux produits par la première observation pour retrouver l'objet géocroiseur. Les données recueillies sont centralisées au Centre des planètes mineures à qui l'Union astronomique internationale a délégué la charge de conserver et diffuser ces informations, et qui est financé par le programme d'observation des géocroiseurs de la NASA.
La détermination des caractéristiques les plus précises d'un objet géocroiseur (diamètre, vitesse de rotation, composition physique) sont obtenues par des observations effectuées par des radars. La NASA utilise les radiotélescopes du Deep Space Network (en particulier le radiotélescope de Goldstone et l'observatoire d'Arecibo (jusqu'en 2020). Certaines caractéristiques sont également obtenues à l'aide d'observations spectroscopiques et infrarouges réalisées à l'aide d'observatoires optiques terrestres et spatiaux.
L'observation et le suivi des géocroiseurs sont généralement effectués par des télescopes ayant une optique de 1 à 2 mètres qui ne peuvent apercevoir ces objets très peu lumineux que lorsqu'ils sont proches de la Terre et qui les perdent une fois que ceux-ci s'éloignent. Les télescopes, disposant d'un miroir de très grande taille (classe des 8 mètres comme le VLT), peuvent raffiner l'orbite en observant le géocroiseur à grande distance.
La taille des objets géocroiseurs est déterminée à partir de leur magnitude absolue en se basant sur une valeur d'albédo de 0,14. Une magnitude absolue supérieure à 22 est interprétée comme correspondant à un diamètre supérieur à 140 mètres et une magnitude absolue supérieure à 18 correspond à un diamètre supérieur à 1 kilomètre.

État des lieux des détections des astéroïdes géocroiseurs
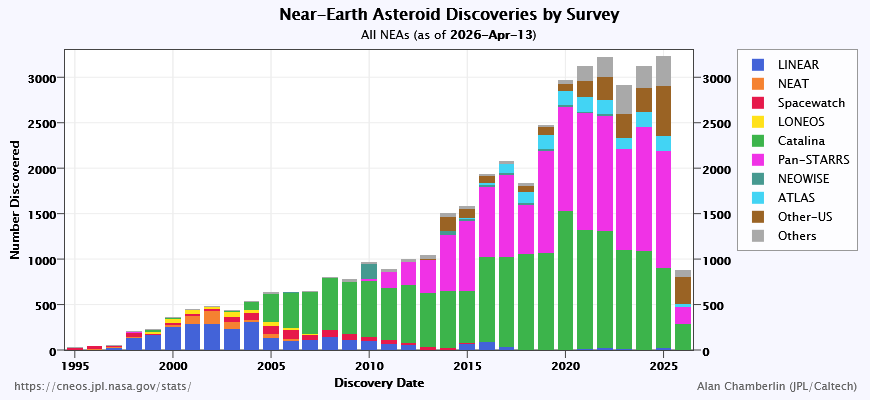
Astéroïdes géocroiseurs détectés chaque année par les différents programmes d'observation (maj mars 2023)
Astéroïdes géocroiseurs découverts classés par diamètre (maj novembre 2019)

#### Bilan
| Diamètre   | Pourcentage |
| ---------- | ----------- |
| > 3 m.     | ~0% %       |
| > 10 m.    | ~0,02 %     |
| > 30 m.    | ~1,4 %      |
| > 100 m.   | ~25 %       |
| > 140 m.   | ~40 %       |
| > 500 m.   | ~77 %       |
| > 1 000 m. | ~81 %       |
| > 6 500 m. | ~100 %      |

Début novembre 2021 27 535 objets géocroiseurs ont été identifiés dont 117 comètes (le solde étant des astéroïdes) :
- L'orbite de ces astéroïdes est pour 27 d'entre eux de type Atira (orbite se situant complètement à l'intérieur de l'orbite terrestre), 2 122 sont de type Aten, 15 255 de type Apollo et 10 014 de type Amor.
- 888 des astéroïdes géocroiseurs ont un diamètre supérieur à 1 kilomètre et  6 863 ont un diamètre inférieur à 30 mètres et 8 751 un diamètre compris entre 30 et 100 mètres[18].
- 2 226 géocroiseurs constituant une menace non nulle à une échéance plus ou moins lointaine (Objet potentiellement dangereux) : 160 ont un diamètre supérieur à un kilomètre et 890 ont un diamètre supérieur à 140 mètres.

Le volume des objets géocroiseurs découverts chaque année est en progression constante grâce au budget alloué par la NASA à plusieurs observatoires terrestres. Alors qu'on découvrait en moyenne 500 géocroiseurs chaque année au cours de la décennie 2000, ce nombre a atteint 3 000 en 2020.
La communauté scientifique estime que la quasi-totalité des astéroïdes d'un diamètre supérieur à 1 kilomètre a été identifiée et les découvertes annuelles sont depuis 2014 inférieures à 10. Au cours de la décennie 2010 le nombre de géocroiseurs d'un diamètre supérieur à 140 mètres découvert annuellement est resté relativement constant (autour de 400 à 500). La croissance du nombre de géocroiseurs découverts correspond donc à des objets dont le diamètre est inférieur à 140 mètres.
Courant 2021 deux programmes américains d'observation terrestre, Pan-STARSS et Catalina, sont à l'origine de 90% des détections des objets géocroiseurs. Trois projets en cours de développement devraient permettre d'accélérer les détections au cours des années à venir :
- Le télescope spatial infrarouge de la NASA NEO Surveyor à compter de 2026.
- Le télescope terrestre américain LSST à compter de 2022.
- Le réseau de télescopes terrestres européens FlyEye dont le premier exemplaire devrait en fonction en 2022.

### Déclenchement des alertes
Les caractéristiques (orbites, caractéristiques physiques) des objets géocroiseurs recueillies par les différents observatoires mondiaux sont collectées, archivées et redistribuées par le Centre des planètes mineures. À partir de ces éléments la trajectoire future des objets géocroiseurs est calculée. Ces calculs sont relancés régulièrement à chaque fois qu'une nouvelle observation de l'objet géocroiseur est effectué. La NASA et l'Agence spatiale européenne disposent chacun d'un centre consacré à ces calculs et à la détermination des risques associés. Pour l'Agence spatiale européenne c'est le NEOCC qui utilise l'application AstDyS (Asteroids Dynamic Site), pour la NASA c'est le CNEOS qui utilise les applications SENTRY et Scout (pour les objets récemment découverts).

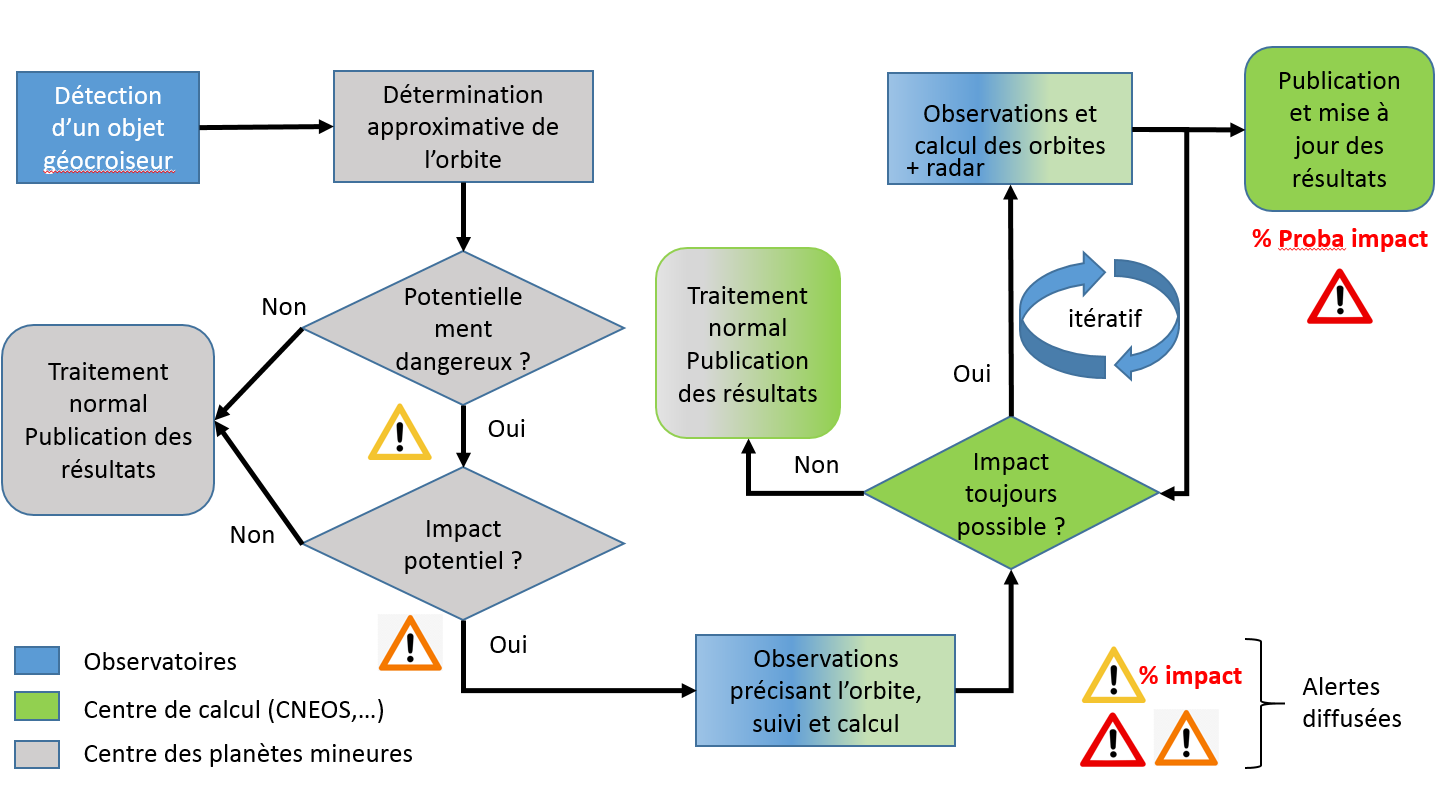
Processus de détection des géocroiseurs, d'évaluation des risques et de déclenchement des alertes.

Les orbites futures calculées comportent des incertitudes liées à l'imprécision des observations sur lesquelles elles se basent (cette imprécision est toujours non nulle mais elle est d'autant plus faible que le nombre d'observations est important) ainsi que les futurs survols d'autres corps (qui peuvent modifier l'orbite (voir Trou de serrure gravitationnel) et d'autres paramètres faisant évoluer celle-ci comme l'effet Yarkovsky. La position prédite de l'astéroïde à un instant donné dans le futur s'inscrit dans un volume d'espace ayant la forme d'un ellipsoïde (l'incertitude la plus forte est la position le long de la trajectoire) dont le volume tend à s'accroitre avec le temps. Le calcul prend en compte les différentes sources de perturbation (influences des autres corps célestes, ...). Le résultat est analysé pour déterminer la probabilité d'un impact avec la Terre sur les 100 ans à venir.
Si au cours des 100 ans à venir l'objet géocroiseur est susceptible de passer à moins de 0,05 Unités Astronomiques de la Terre (7,5 millions de kilomètres) dans le futur et que son diamètre est supérieur à 140 mètres (magnitude absolue supérieure ou égale à 22), il est classé comme objet potentiellement dangereux (PHA). Il existe beaucoup d'incertitudes sur les orbites futures qui s'accroissent avec l'éloignement temporel de l'événement prédit. Aussi le risque d'impact est restitué comme une probabilité. Deux échelles sont utilisées pour mesurer ce risque : l'échelle de Palerme qui mesure ce risque par son rapport avec le risque moyen d'un impact d'un astéroïde de cette taille et l'échelle de Turin dont la valeur dépend simplement du diamètre du géocroiseur et de la probabilité d'impact. Les informations calculées sont restituées par les portails des deux sites (CNEOS et NEOCC) et transmises au Centre des planètes mineures.

### Gestion d'un impact potentiel
L'identification de la menace d'un objet géocroiseur ne constitue que la première étape d'une stratégie visant à préserver les habitants d'une telle catastrophe. Pour les astéroïdes les plus petits, une solution passive, sans tentative de déviation, sera sans doute adoptée : elle reposera sur la mise à l'abri des populations susceptibles d'être touchées (consignes de mise à l'abri sur place ou évacuation du site d'impact, fourniture de secours d'urgence...). Cette réponse nécessite la formation du personnel de la sécurité civile à ce type de catastrophe. Il est probable que pour les décennies à venir c'est par cette méthode que sera traité la menace des objets géocroiseurs car les alertes seront probablement le fait d'objets géocroiseurs de petite taille (quelques dizaines de mètres de diamètre). Sa mise en œuvre nécessitera une bonne communication auprès de la population pour éviter des phénomènes de panique, ... C'est également cette méthode qui sera utilisée pour les objets géocroiseurs plus gros si le délai entre la découverte d'une menace et la date de l'impact est trop court pour tenter de détourner le géocroiseur de sa trajectoire.
| Ampleur de l'événement          | Délai                                                    | Délai                                                                   | Délai |
| Ampleur de l'événement          | Court (quelques jours à quelques années)                 | Moyen (de quelques années à une décennie)                               | Long (plusieurs décennies)                                                                                                |
| ------------------------------- | -------------------------------------------------------- | ----------------------------------------------------------------------- | --- |
| Impact local (national)         | Mise à l'abri des populations                            | Coopération bilatérale Mise à l'abri des populations                    | Coopération bilatérale Mise à l'abri des populations                                                                      |
| Impact régional (multinational) | Coopération bilatérale Mise à l'abri des populations     | Coopération internationale Déviation par impact cinétique               | Coopération internationale Mission de reconnaissance Déviation par impact cinétique ou par tracteur gravitationnel        |
| Impact planétaire               | Coopération internationale Mise à l'abri des populations | Coopération internationale Déviation à l'aide d'une explosion nucléaire | Coopération internationale Mission de reconnaissance Déviation par impact cinétique ou à l'aide d'une explosion nucléaire |

### Méthodes de déviation
| Méthode                                    | Maturité technologique | Transfert d'énergie |
| ------------------------------------------ | ---------------------- | ------------------- |
| Techniques impulsives                      |                        |                     |
| Impact cinétique                           | Élevé                  | Élevé               |
| Explosion nucléaire à distance             | Élevé                  | Très élevé          |
| Explosion nucléaire en surface             | Élevé                  | Très élevé          |
| Explosion nucléaire en sous-sol            | Moyen                  | Élevé               |
| Techniques de poussée lente                |                        |                     |
| Tracteur gravitationnel                    | Moyen                  | Faible              |
| Tracteur gravitationnel amélioré           | Faible                 | Moyen               |
| Déflexion par faisceau d'ions              | Moyen                  | Moyen               |
| Ablation par rayonnement solaire concentré | Faible                 | Moyen               |
| Ablation par laser pulsé                   | Faible                 | Moyen               |
| Catapulte                                  | Faible                 | Moyen               |
| Poussée directe                            | Faible                 | Moyen               |
| Augmentation de l'effet Yarkovsky          | Très faible            | Très faible         |

Pour les objets géocroiseurs de plus grande taille une méthode active, consistant à modifier la trajectoire de l'objet géocroiseur, devra être utilisée à condition de disposer de suffisamment de temps. Il n'existe courant 2021 aucune méthode, ayant fait l'objet d'une expérimentation réelle. Il s'agit de modifier légèrement l'orbite de l'objet géocroiseur en appliquant une poussée sur le corps céleste. Il suffit que l'objet géocroiseur soit modifié de manière à couper l'orbite terrestre 7 minutes (temps mis par la Terre pour parcourir une distance égale à son diamètre) plus tôt ou plus tard pour éviter l'impact. On distingue les techniques impulsives qui ont recours à un impacteur cinétique se déplacant à grande vitesse ou à une bombe nucléaire, des techniques de traction ou poussée lente. Si la poussée est ponctuelle, il est préférable d'appliquer celle-ci lorsque le corps se trouve près de son aphélie (apogée) car elle est alors plus efficace. Si, au contraire, on choisit d’exercer une poussée plus faible mais continue, celle-ci doit être appliquée longtemps avant la collision anticipée. Plus la correction de la trajectoire débute tôt, moins celle-ci a besoin d'être importante. Le champ d'application d'une méthode dépend du diamètre/masse du géocroiseur et du délai dont on dispose. Les méthodes de poussée lente ont une maturité technique moyenne à faible. Les principales méthodes de modification de trajectoire sont les suivantes :
- La première méthode de déviation, qui sera testée par la mission  DART de la NASA lancée en 2021 et qui a été déjà implémentée dans un objectif tout autre (analyse de la structure et de la composition d'une comète) par la sonde spatiale Deep Impact de la NASA, consiste à lancer un engin spatial contre l'objet géocroiseur. La vitesse de l'astéroïde est modifiée du fait de la loi de la conservation de la quantité de mouvement :

{\displaystyle M_{1}\times {\vec {V_{1}}}+M_{2}\times {\vec {V_{2}}}=(M_{1}+M_{2})\times {\vec {V_{3}}}}
avec {\displaystyle M_{1}} la masse de l'engin spatial, {\displaystyle M_{2}} la masse du corps céleste, {\displaystyle {\vec {V_{1}}}} le vecteur vitesse de l'engin spatial, {\displaystyle {\vec {V_{2}}}} le vecteur vitesse du corps céleste avant l'impact et {\displaystyle {\vec {V_{3}}}} le vecteur vitesse du corps céleste (avec l'engin spatial écrasé dessus) après l'impact.
Les résultats de la méthode de l'impact présente plusieurs inconnues. La principale découle de nos connaissances limitées de la structure et de la composition des astéroïdes et de l'incidence de ces caractéristiques sur la transmission de l'énergie cinétique. Les missions spatiales Hayabusa 2 et OSIRIS-REx, qui ont étudié des astéroïdes carbonés, ont découvert que ces mondes étaient très poreux avec une densité proche de celle de l'eau. L'énergie d'un impacteur venant frapper ce type d'astéroïde sera en partie dissipé par l'écrasement des parties poreuses. Le rôle de ce facteur sur l'efficacité d'un impact est mal modélisé. En deçà d'un délai de préavis de quelques mois (dépend de la masse du géocroiseur), on ne dispose pas de suffisamment de temps pour modifier la trajectoire à l'aide de cette méthode car il faut disposer d'un impacteur d'une masse incompatible avec les capacités d'un lanceur (pour défléchir un géocroiseur de 130 mètres de diamètre ayant une densité de 1,5 en produisant l'impact trois mois à l'avance, il faut que l'impacteur ait une masse de 294 tonnes).
- Une autre méthode consiste à provoquer une explosion nucléaire destinée à fragmenter l’astéroïde. Cette solution est techniquement réalisable mais ses effets sont incontrôlables et son efficacité reste à démontrer. Ce serait une solution à envisager en dernier recours. Elle n'est toutefois efficace que pour les astéroïdes ayant un diamètre inférieur à 100/200 mètres avec une bombe ayant une puissance de quelques mégatonnes. Au-delà de cette dimension il est nécessaire de disposer de bombe nucléaire ayant une puissance trop importante (plusieurs dizaines de mégatonnes équivalent TNT à plusieurs centaines de milliers de mégatonnes)[30],[31].
- Une méthode plus efficace consisterait à faire exploser une charge nucléaire à la surface ou à faible distance du géocroiseur de manière à lui transmettre une impulsion sans le fragmenter.
- Le tracteur gravitationnel est une méthode qui utilise l'attraction gravitationnelle mutuelle entre le géocroiseur et un engin spatial.
- L'utilisation de l'effet Yarkovsky, qui est une force produite par l'écart entre l'absorption solaire et l'émission thermique par rayonnement. Cette force qui contribue en permanence à façonner l'orbite du géocroiseur peut être modifiée par exemple en interposant un écran entre le Soleil et l'astéroïde ou en modifiant l’albédo de celui-ci (par exemple en déposant un revêtement noir ou blanc sur sa surface). L'intensité de cette force est très faible mais elle peut avec le temps permettre d'obtenir la déviation souhaitée.

## La défense planétaire aux États-Unis
Les États-Unis sont en 2021 le principal acteur mondial de la défense planétaire à travers leur agence spatiale civile, la NASA. C'est le seul pays à mener un programme de recensement systématique des objets géocroiseurs. Ils consacrent à la défense planétaire depuis le milieu de la décennie 2010 un budget annuel approchant les 200 millions US$. La NASA est à l'origine de la quasi totalité des détections d'objets géocroiseurs et développe un observatoire spatial de détection infrarouge (NEO Surveyor) qui sera placé en orbite en 2026 destinée à cette tâche ainsi qu'un projet destiné à tester en 2022 une méthode de déviation (projet DART).

### Création d'un programme consacré au recensement des objets géocroiseurs (1998)
Le Congrès des États-Unis, sensibilisé par l'impact de la comète Shoemaker-Levy 9 et conseillé par plusieurs scientifiques dont Eugene Shoemaker, demande en 1998 à l'agence spatiale américaine, la NASA, de détecter et mesurer les caractéristiques orbitales de 90 % des objets géocroiseurs ayant plus d'un kilomètre de diamètre. Cette première étape est indispensable pour évaluer la menace et la prévenir. L'agence spatiale américaine dispose de 10 ans pour les recenser et déterminer leurs trajectoires et leurs principales caractéristiques. La découverte en 2004 d'un risque de collision en 2029 de l'astéroïde Apophis (325 mètres de diamètre) avec la Terre vient accentuer cette sensibilisation au risque généré par les astéroïdes géocroiseurs (à la suite d'observations ultérieures, qui ont permis d'affiner les paramètres orbitaux d'Apophis, le risque de collision sera levé). En 2005 le Congrès américain élargit la mission de la NASA en l'étendant aux objets géocroiseurs de plus de 140 mètres de diamètre. La NASA dispose de 15 ans pour recenser 90 % de ces objets (date butoir 2020) mais le budget accordé par le Congrès n'est pas suffisant pour réaliser cette tâche dans le délai imparti,. Pour effectuer ce recensement la NASA finance plusieurs projets de détection à l'aide de télescopes terrestres (Catalina Sky Survey, Pan-STARRS, LSST à compter de 2023...) et spatiaux (NEOWISE, NEO Surveyor à compter de 2025). Mais l'objectif prend beaucoup de retard puisque, en 2019, seuls 50 % des géocroiseurs de plus de 140 mètres de diamètre (environ 10 000 sur un nombre estimé à 25 000) avaient été identifiés (et 1,6 % des objets géocroiseurs d'une taille supérieure à 30 mètres soit 16 000 sur un million),.
Deux associations américaines, la Planetary Society et la Fondation B612, mènent des actions de lobbying en faveur de mesures de défense planétaire et dans le cas de la fondation B612 tentent de développer un des observatoires spatiaux destinés à la détection des géocroiseurs.

### Organisation du programme de défense planétaire au sein de la NASA (2016)
La NASA occupe un rôle central dans le domaine de la défense planétaire aux États-Unis. Ses missions comprennent le programme de détection à l'aide d'observatoires spatiaux et terrestres, mesure des risques d'impact, expérimentation des méthodes d'évitement, définition du processus de gestion d'une menace. Début 2016, à la suite d'un rapport d'audit interne, la NASA réorganise ses activités de défense planétaire et crée le Planetary Defense Coordination Office (PDCO : bureau de coordination de la défense planétaire). Celui-ci est chargé de coordonner le programme de détection des objets géocroiseurs par des moyens terrestres et spatiaux, de déclencher des alertes en cas de menace d'impact, d'étudier les stratégies et les technologies permettant de limiter ou éviter un impact et de piloter l'action du gouvernement en cas de menace d'impact. Dans le périmètre du PDCO figurent,.
- les programmes de détection et de suivi par des observatoires terrestres (optiques et radar)
- le Centre des planètes mineures qui centralise, archive et redistributions les observations des objets géostationnaires.
- le CNEOS (Center for Near-Earth Object Studies), entité faisant partie du Jet Propulsion Laboratory qui est chargé de calculer les orbites des objets géocroiseurs à partir des observations effectuées par l'ensemble des moyens terrestres et spatiaux, de prédire leurs mouvements et d'actualiser et diffuser les risques d'impact.
- La coordination avec les autres agences américaines impliquées dans la défense planétaire ainsi qu'avec les organisations internationales (IAWN, SMPAG)
- les missions spatiales relevant de la défense planétaire : NEOWISE, DART et NEO Surveyor

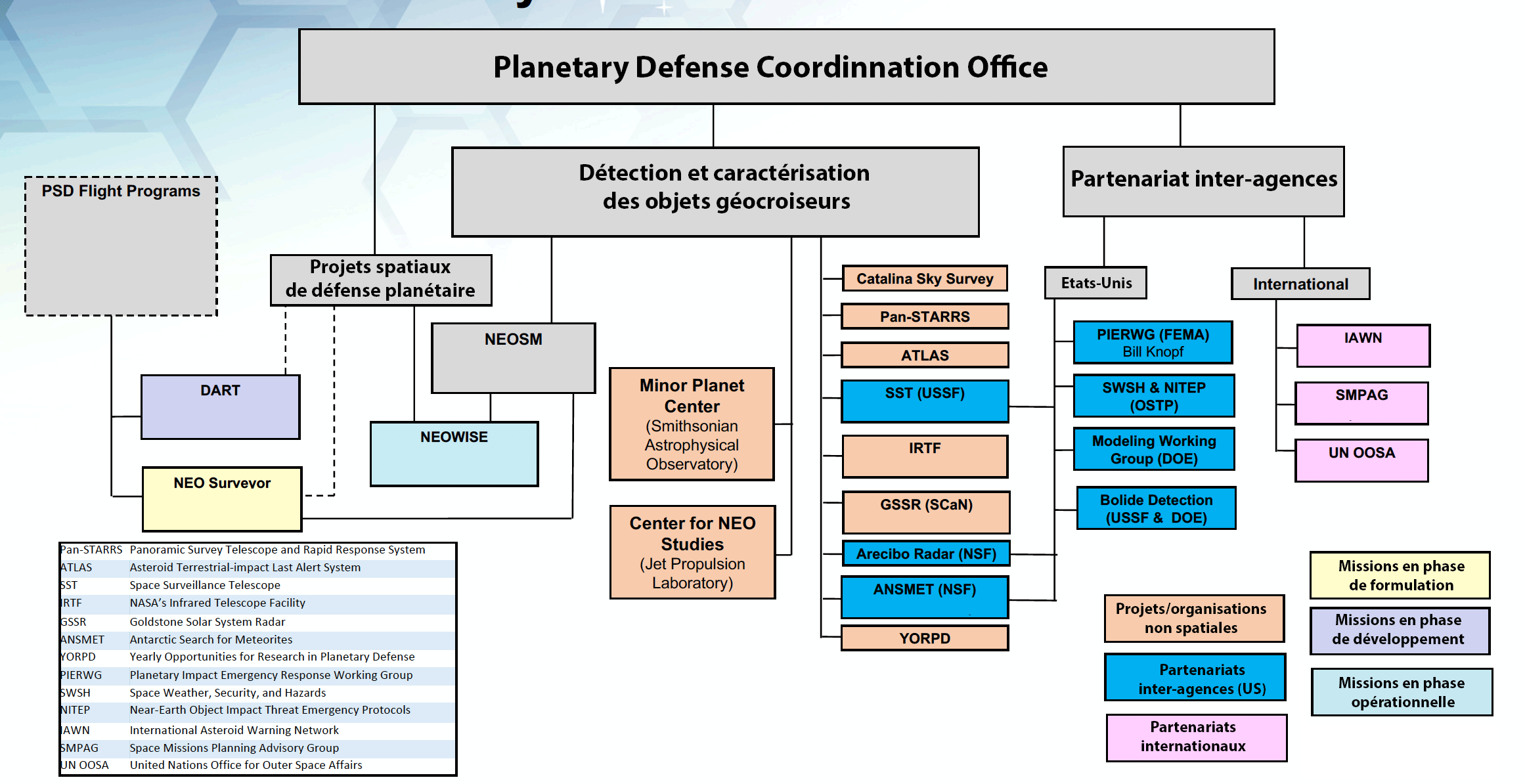
Organigramme des activités de défense planétaire de la NASA coordonnées par le Planetary Defense Coordination Office.

### Un budget en forte progression

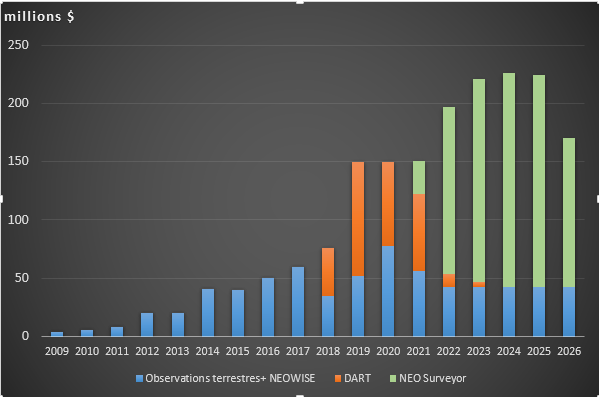
Budget de la NASA 2009-2026 consacré à la défense planétaire (prévisionnel au-delà de 2022).

L'enveloppe budgétaire de la NASA consacrée à la défense planétaire se montait à environ 4 millions de dollars à la fin des années 2000. Il a fortement progressé au cours de la décennie suivante du fait de plusieurs facteurs : multiples rapports des académies scientifiques sur le risque associé aux géocroiseurs, travaux liés à la mission avortée Asteroid Retrieval and Utilization et l'explosion du superbolide de Tcheliabinsk, géocroiseur de près de 20 mètres de diamètre passé entre les mailles du système de détection. En 2022 le budget annuel du programme, qui est rattaché aux programme des sciences planétaires, se monte à environ 200 millions de dollars (un peu moins de 1 % du budget total). Il comprend deux postes principaux : le développement de l'observatoire NEO Surveyor (143 millions de dollars), qui prend la suite de la mission DART lancé en 2021, et le financement des programmes d'observation terrestres (42 millions de dollars),.

### Détection et suivi à l'aide d'observatoires terrestres

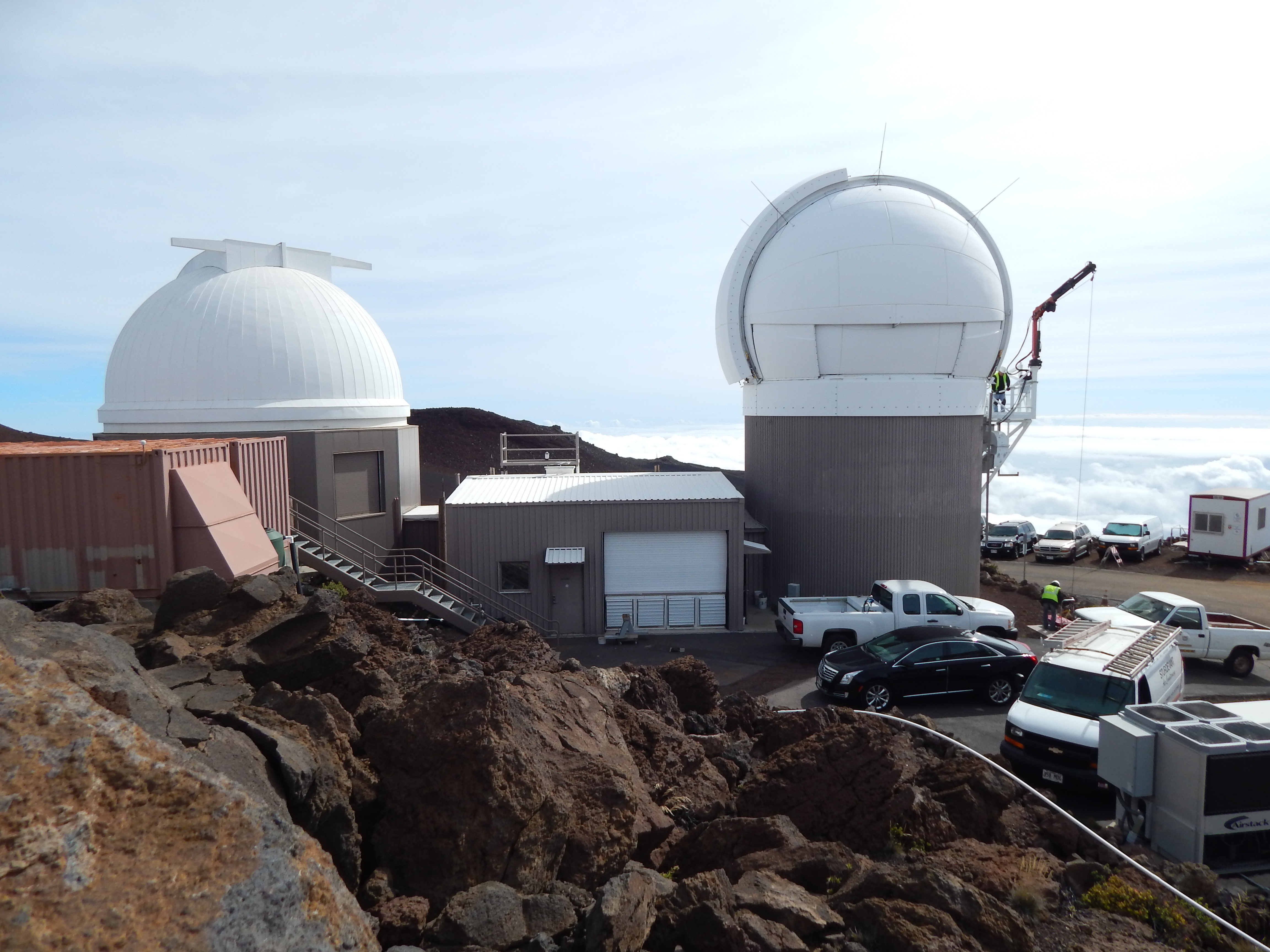
L'observatoire Pan-STARRS au sommet du Mauna Kea à Hawaï est à l'origine de près de la moitié des découvertes des géocroiseurs depuis le début de la décennie 2010.

#### Détection
Plusieurs observatoires américaines jouent un rôle central dans la détection des géocroiseurs. Elles effectuent avec l'aide financière de la NASA des relevés systématiques d'astéroïdes géocroiseurs et assurent le suivi des détections effectuées. Ils sont en 2019 à l'origine de la majorité des découvertes de nouveaux objets géocroiseurs :
- L'université de l'Arizona gère le Catalina Sky Survey qui est un des deux programmes crédités du plus grand nombre de détections d'objets géocroiseurs. Il comprend trois télescopes, deux aux États-Unis et un en Australie. Le télescope principal est un télescope Schmidt de 98 centimètres d'ouverture[44].
- L'université d'Hawaï gère depuis 2010 le programme de suivi Pan-STARRS qui est le deuxième programme crédité du plus grand nombre de détections d'objets géocroiseurs. Il utilise deux télescopes de 1,8 mètre d'ouverture avec un champ de vue de 3° × 3°, qui sont installés à Hawaï. Le détecteur comprend 1,4 milliard de pixels. L'ensemble du ciel est balayé une fois par semaine et la résolution spatiale permet d'observer les objets ayant une magnitude apparente de 24[44].
- L'université d'Hawaï gère également le programme Asteroid Terrestrial-impact Last Alert System (ATLAS).
- Le Laboratoire Lincoln du MIT gère le programme Lincoln Near-Earth Asteroid Research (LINEAR). Ce télescope de 1 mètre, qui a commencé à recenser les géocroiseurs en mars 1998, a joué un rôle central dans la découverte des objets géocroiseurs durant la première moitié de la décennie 2000.

#### Le futur rôle de l'observatoire LSST

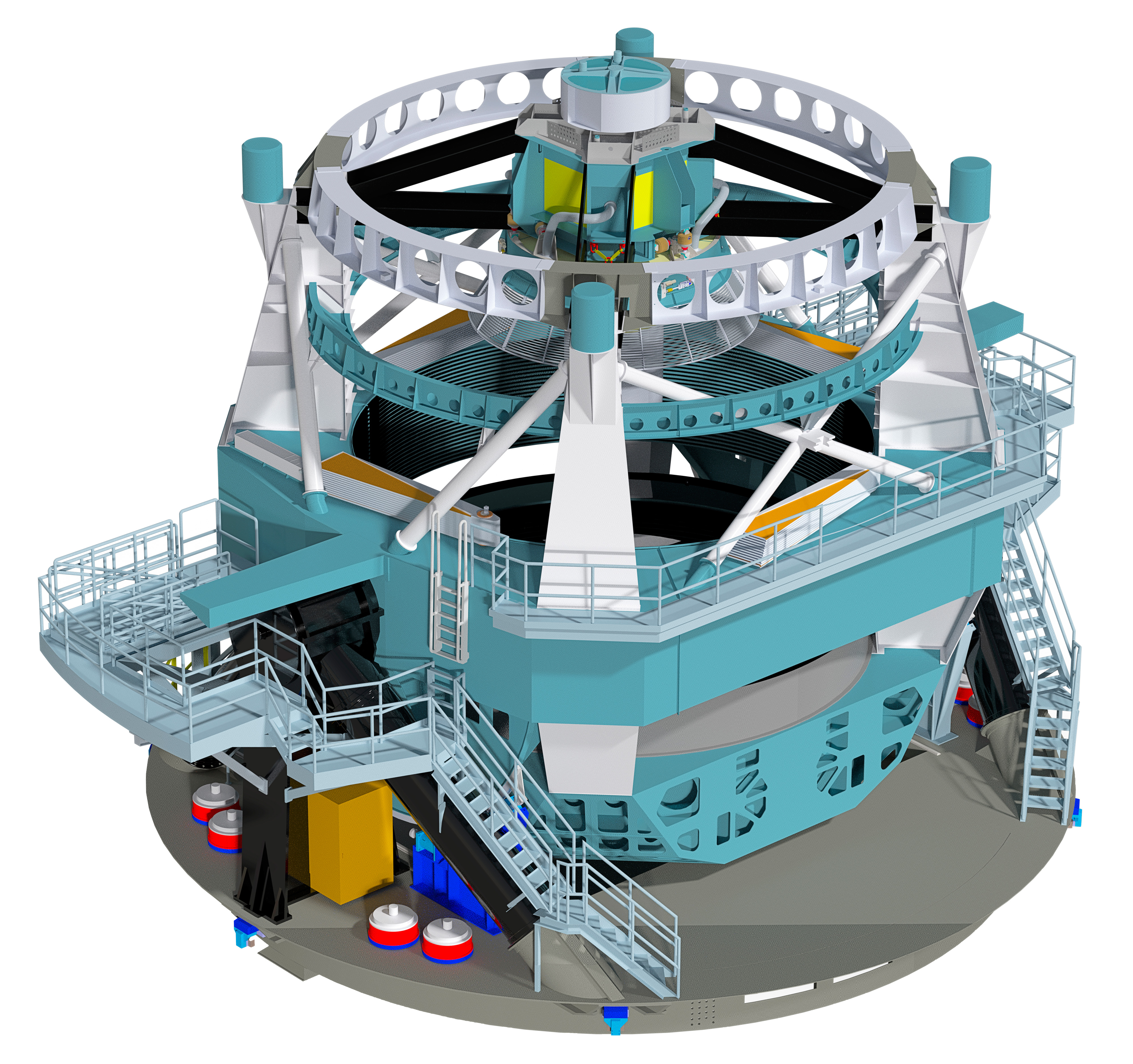
Schéma du télescope LSST.

Un observatoire terrestre, le télescope LSST du National Science Foundation et du Department of Energy, doit jouer un rôle important dans la détection des objets géocroiseurs. Cet observatoire terrestre installé au Chili entrera en service en 2022. Doté d'un miroir primaire de grande taille (8,4 mètres) et d'un énorme champ de vue (3,5 degrés de côté soit 100 fois plus que les grands télescopes existants) il est conçu pour réaliser plusieurs images de l'ensemble du ciel toutes les trois nuits. Selon une étude du Jet Propulsion Laboratory, ce télescope devrait avoir au bout de 10 ans détecté 60% des géocroiseurs de plus de 140 mètres de diamètre.

#### Suivi et détermination des caractéristiques
Pour déterminer avec précision les paramètres orbitaux (essentiel pour calculer le risque d'impact) et les caractéristiques physiques des astéroïdes géocroiseurs identifiés, des observations de suivi sont réalisées en utilisant diverses techniques d'observation (radar, IR thermique, visible, etc.). Les principaux programmes de suivi sont :
- Dans le domaine optique :
  - Le programme Spacewatch de l'Université de l'Arizona utilise un télescope de 91 centimètres de diamètre installé à l'observatoire de Kitt Peak.
  - Le suivi effectué par les télescopes du Astronomical Research Institute[46].
  - Le programme de suivi de l'Observatoire de Las Cumbres
  - Le programme de suivi du Magdalena Ridge Observatory
  - Le programme MANOS de l'Observatoire Lowell
- par observations à l'aide de radar réalisées par les observatoires suivants :
  - Le centre radiotélescope de Goldstone de la NASA
  - L'observatoire d'Arecibo.

### Détection à l'aide d'observatoires spatiaux

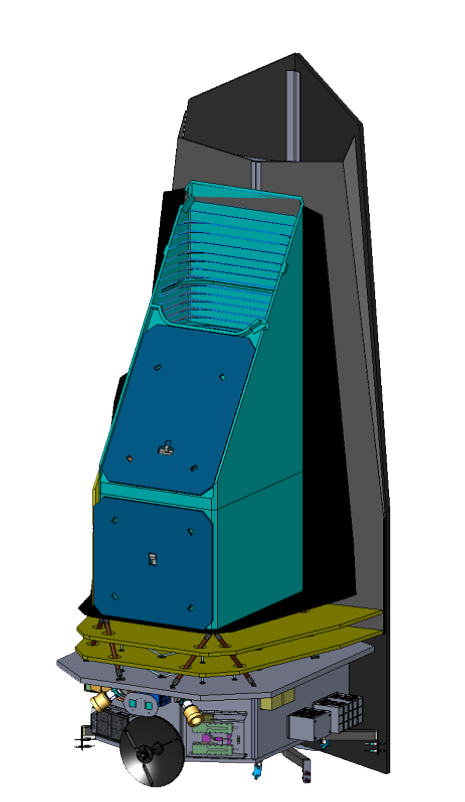
Schéma de l'observatoire spatial NEO Surveyor.

La NASA dispose depuis 2013 d'un télescope spatial infrarouge, le Wide-field Infrared Survey Explorer (WISE), ayant achevé son programme scientifique (mission NEOWISE) mais celui-ci, non conçu pour remplir cet objectif, réalise un nombre limité de détections d'objets géocroiseurs et devrait arriver en fin de vie vers 2020. En 2021, il est manifeste que la NASA ne parviendra pas à remplir les objectifs dans le délai fixé par le Congrès en 2005. En effet, si des découvertes sont effectuées régulièrement par des télescopes terrestres comme le Catalina Sky Survey et Pan-STARRS, financés en partie par la NASA, de nombreux objets géocroiseurs, très sombres, ne peuvent être détectés que dans l'infrarouge, qui est filtré par l'atmosphère terrestre. Il est donc nécessaire d'utiliser un télescope placé dans l'espace. Pour recenser de manière presque exhaustive les géocroiseurs en observant les astéroïdes les moins lumineux difficilement détectables depuis le sol car émettant uniquement dans l'infrarouge, la NASA décide en septembre 2019 de développer la mission NEO Surveyor. Ce télescope spatial infrarouge, qui sera placé au point de Lagrange L1, doit être lancé au premier semestre 2026. Avec un budget de 811 millions US$ il constitue le plus gros investissement effectué jusque là dans la défense planétaire.

### Test d'une méthode de déviation: la mission DART

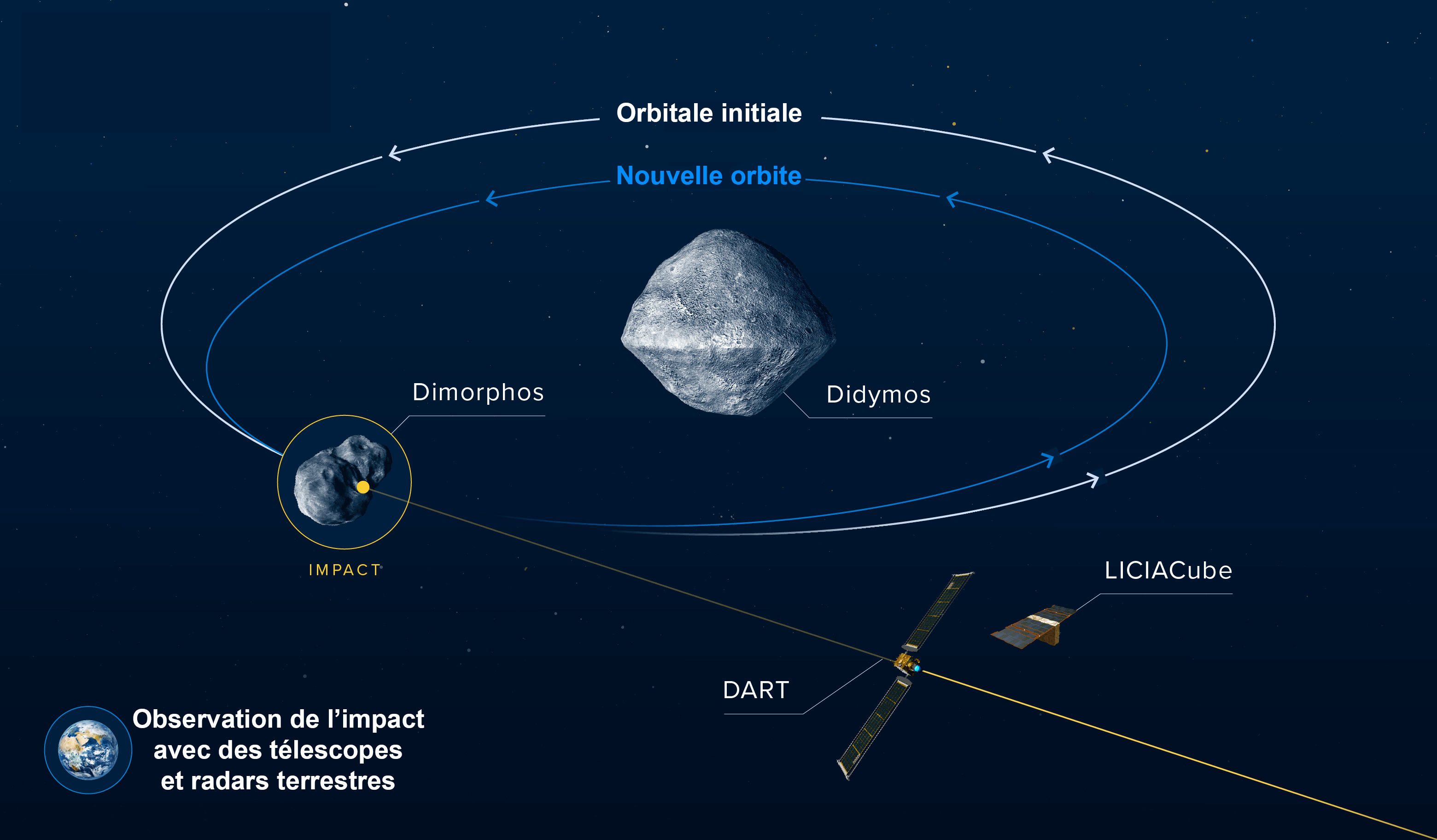
Déroulement de la phase finale (impact) de la mission DART.

En 2015 la NASA décide de tester les méthodes permettant de faire face à la menace d'un impact d'un objet géocroiseur. La mission AIDA, un engin de type impacteur conçu pour dévier la trajectoire de Dimorphos (le satellite de l'astéroïde (65803) Didymos) en lui communiquant une force cinétique, est étudié avec l'Agence spatiale européenne. Mais fin 2016, l'Agence spatiale européenne décide d'abandonner le projet[Passage à actualiser]. La NASA poursuit seule le développement de l'impacteur DART. La mission doit être lancée en 2021. Des observatoires terrestres seront chargés d'analyser le résultat.

## La défense planétaire en Europe

### Introduction
L'Europe, à travers l'Agence spatiale européenne et l'Union européenne, est le deuxième acteur majeur dans le domaine de la défense planétaire. Cependant, elle n'a jusqu'à la fin des années 2010 consacré que des moyens réduits à cette activité, ce qui tend à évoluer un peu, compte tenu des éléments détaillés ci-dessous :

#### Le Centre de Calcul
Depuis 2013, l'Europe dispose d'un centre de calcul, le NEOCC (à Frascati, en Italie) qui détermine les orbites des géocroiseurs et diffuse si nécessaire les alertes.

#### Le Centre de la Sécurité Spatiale
En 2022, l'ESA a inauguré à l'ESOC (à Darmstadt, en Allemagne) le Centre de la Sécurité Spatiale, en anglais le Space Safety Centre, qui possède dans sa feuille de route la thématique de la défense planétaire.

#### La mission Hera
La coopération spatiale internationale AIDA qui comprend un test de déviation d'astéroïde développé par la NASA (la mission DART) et l'analyse par l'ESA de cette déviation et de l'astéroïde impacté (la mission AIM, abandonnée, puis la mission Hera). Hera a été lancé le lundi 7 octobre 2024 depuis la Floride (États-Unis) et arrivera sur site, l'astéroïde double (65803) Didymos, en décembre 2026.

#### Le réseau de téléscopes FlyEye
Le réseau de télescopes terrestres FlyEye consacrés à la détection des objets géocroiseurs dont la construction a démarré fin 2024 en Sicile (Italie) et devrait entrer en service fin 2025 ou début 2026.
La mission RAMSES
La mission RAMSES, acronyme anglais de Rapid Asteroid Mission for SpacE Safety, soit mission rapide vers un astéroïde pour la sécurité spatiale, est une mission spatiale de l'ESA dont l'objectif est d'effectuer un rendez-vous avec l'astéroïde géocroiseur (99942) Apophis qui passera à 32,000 kilomètres (soit 0,08 distance lunaire) de la surface de la Terre le 13 avril 2029. Cette mission doit au préalable être définitivement approuvée en Conseil ministériel de l'ESA en 2025.

### Historique

#### Le programmeSpace Situational Awareness
Space Situational Awareness (SSA) est un programme facultatif de l'Agence spatiale européenne (la participation financière des membres se fait sur la base du volontariat) qui voit le jour en 2009. Il a trois objectifs : la météorologie spatiale (surveillance de l'activité solaire), le suivi des débris et satellites en orbite autour de la Terre et la détection des objets géocroiseurs. Les trois composants du programme disposent globalement d'un budget modeste de 200 millions euros pour l'ensemble de la période 2009-2020. Le programme est.

#### Don Quichotte, première proposition d'impacteur (2005-2007)
En 2004, l'Agence spatiale européenne (ESA) demande à un panel de spécialistes d'élaborer des concepts de mission spatiale visant à gérer le risque d'impact d'un objet géocroiseur. Certaines missions proposées ont pour objectif d'étudier la structure d'un astéroïde. La mission baptisée Don Quichotte se propose d'évaluer une méthode de déviation de la trajectoire d'un astéroïde "tueur" reposant sur l'énergie cinétique transmise par un engin spatial venant s'écraser à sa surface. La mission comprend un impacteur baptisé Hidalgo et un orbiteur baptisé Sancho chargé de mesure l'effet de la déviation. Faute de budget ce projet ne dépasse pas la phase de conception,.

#### Implication de l'Union européenne
À compter de 2012, l'Union européenne s'implique dans la défense planétaire et finance au cours de la décennie suivante quatre études portant sur celle-ci pour un montant total d'environ 16 millions € au cours de la décennie. Leur objectif est de mettre au point les différents aspects d'un système assurant la protection de la Terre contre un impact d'un astéroïde géocroiseur : détection, faisabilité du processus de déviation, modélisation de l'impact, guidage de l'impacteur, méthodes d'observations depuis la Terre, etc. La première étude est  NEO-Shield (« bouclier contre les astéroïdes proches de la Terre ») (2012-2015), piloté par l'agence spatiale allemande. Cette étude est prolongée par NEOShield-2 (2015-2018), pilotée par l'établissement allemand d'Airbus Defence and Space, puis par NEO-MAPP, du CNRS (France), et NEOROCKS (2020-2023), dirigée par l'Institut national d'astrophysique (Italie).

### Programme de détection

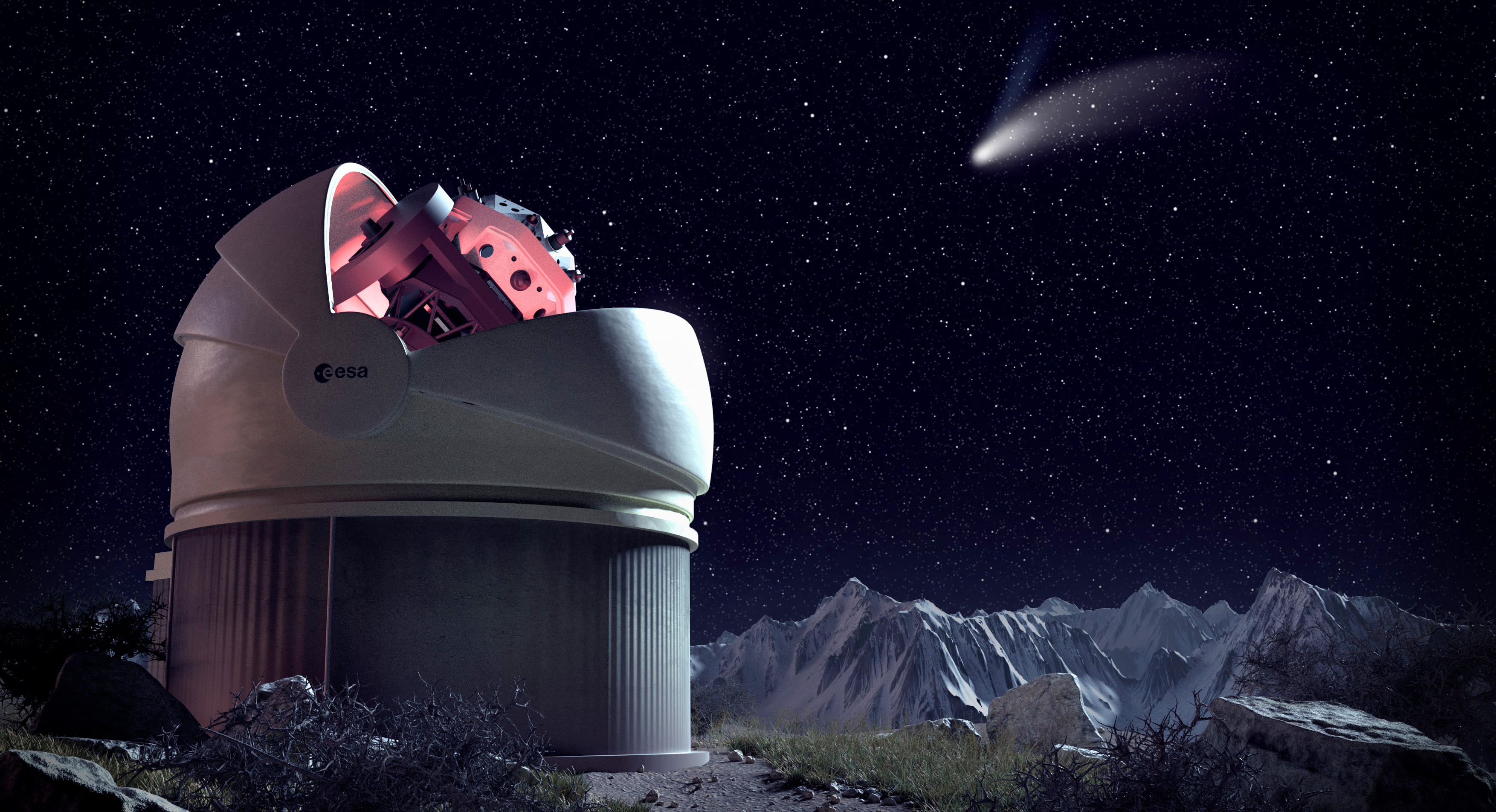
Vue d'artiste d'un télescope FlyEye que l'Agence spatiale européenne développe pour la détection des objets géocroiseurs.

L'Agence spatiale européenne a le même rôle que la NASA dans le domaine de la détection des objets géocroiseurs. Mais elle ne dispose pas des moyens de cette agence et ne joue en 2021 qu'un rôle mineur dans la détection des objets géocroiseurs. Les instruments en cours de développement ou utilisés sont les suivants :
- Le projet le plus ambitieux est le réseau de télescopes terrestres FlyEye (Œil de mouche) du programme NEOSTEL (Near Earth Object Survey TELescope). Il s'agit d'installer quatre à cinq télescopes terrestres répartis à la surface de la planète. Chaque télescope fonctionnant de manière automatique qui utilise une optique similaire à un œil de mouche composé de 16 ensembles optiques (équivalent à un télescope de 1 mètre de diamètre) permettant de disposer d'un champ de vue très étendu de 6,7 × 6,7°. Sa résolution spatiale est de 1,5 seconde d'arc ce qui lui permet détecter les objets ayant une magnitude apparente de 21,5. Il est capable de balayer les deux tiers du ciel trois fois par nuit. La disponibilité de 4 ou 5 télescopes du même type répartis sur toutes les latitudes permettrait d'obtenir une couverture permanente totale. Le premier exemplaire est en cours d'installation au sommet du mont Mufara (1 865 m) en Sicile et doit entrer en service en 2022[61],[62]. Deux télescopes installés à Madrid et à La Silla au Chili doivent tester le traitement des données de FlyEye[63].
- La station terrienne de l'ESA de Tenerife dispose d'un télescope optique de 1 mètre de diamètre qui est utilisé vers la pleine Lune pour l'observation de géocroiseurs.
- L'agence spatiale européenne participe au financement de l'observation de géocroiseurs par plusieurs télescopes nationaux européens : l'observatoire Kleť en Tchéquie ainsi que des télescopes à Tautenburg en Allemagne et en Espagne. L'agence spatiale travaille également avec le Telescopi Joan Oró de 80 centimètres d'ouverture dans les Pyrénées espagnoles, l'observatoire des Makes à La Réunion et l'International Scientific Optical Network[63].

### L'observatoire spatial NEOMIR
L'Agence spatiale européenne a lancé en 2021 une première étude d'un observatoire spatial consacré à la détection des astéroïdes géocroiseurs de petite taille. L'objectif de ce télescope infrarouge baptisé NEOMIR  est de réaliser un inventaire de tous les objets géocroiseurs dont la taille est supérieure à 40 mètres et de fournir un préavis d'au minimum 3 semaines en cas d'impact potentiel. Selon les spécifications proposées courant 2024, l'observatoire serait un télescope de 50 centimètres d'ouverture observant dans l'infrarouge (9 microns) et placé au point de Lagrange L1  du système Terre-Soleil. Si le projet est financé, il sera placé en orbite au plus tôt en 2030.

### Centralisation des observations
L'agence spatiale européenne centralise les observations mondiales des objets géocroiseurs au Near-Earth Object Coordination Centre (NEOCC) qui est hébergé par l'ESRIN, établissement de l'agence situé à Frascati en Italie. Les données collectées sont issues du Centre des planètes mineures et de l'ensemble des télescopes et radars de la Terre. Le NEOCC détermine les orbites et estime les menaces. Elle utilise à cet effet le logiciel NEODyS (Near-Earth Objects Dynamic) mis au point par l'université de Pise (Italie).

### Contribution au test de la méthode de déviation basé sur un impacteur: les projets AIM/Hera

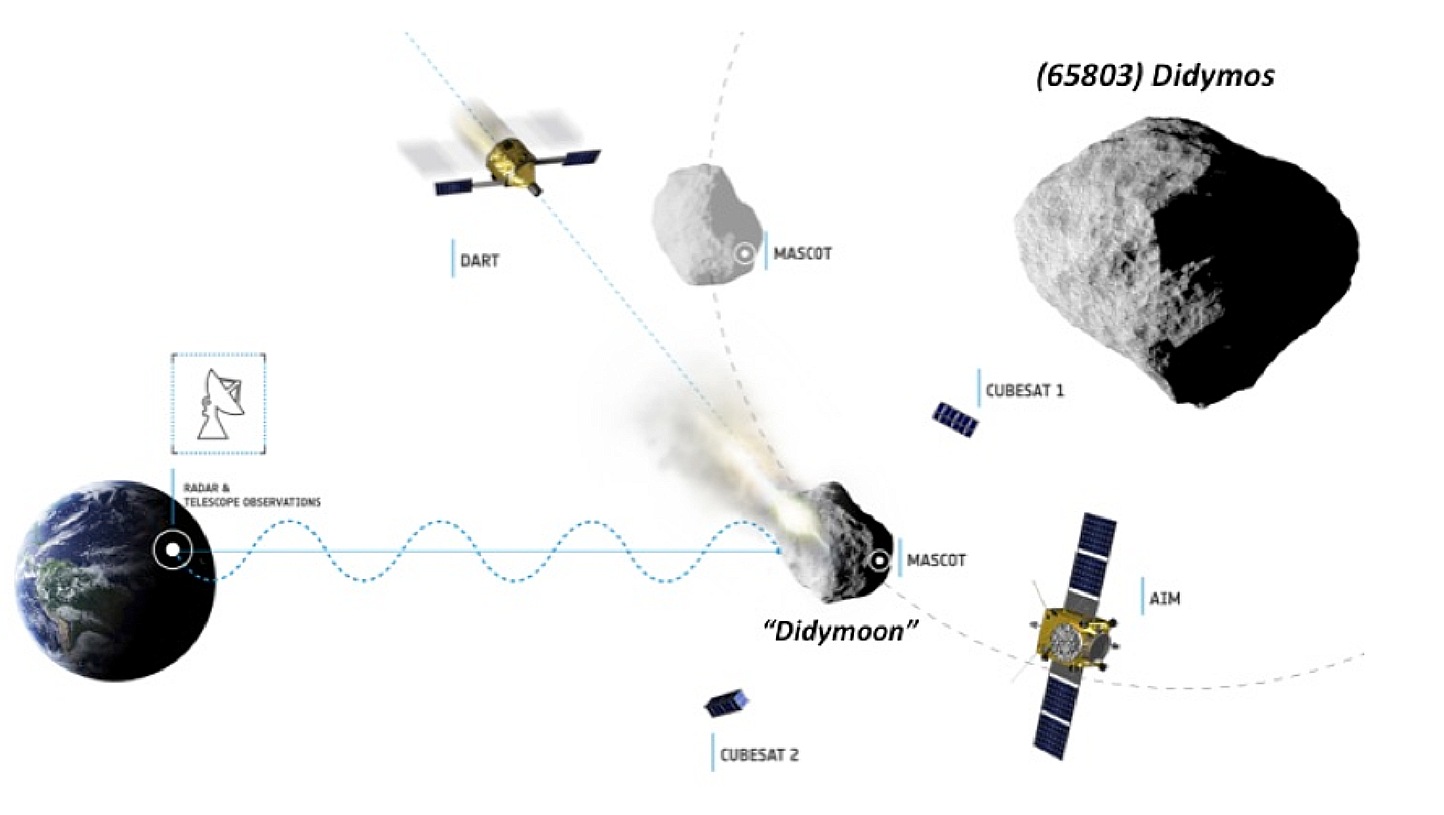
Scénario initial (AIM+DART) de la mission AIDA.

Début 2013, l'Agence spatiale européenne (ESA) et la NASA décident de développer une mission conjointe destinée à évaluer la méthode de déviation d'un objet géocroiseur reposant sur l'utilisation d'un impacteur, qui reprend les objectifs de la mission Don Quichotte élaborée une décennie plus tôt. Cette collaboration, baptisée AIDA, comprend l'impacteur DART (Double Asteroid Redirection Test) développé sous la supervision de l'agence spatiale américaine et un orbiteur AIM (Asteroid Impact Monitoring) développé par l'ESA et chargé d'analyser les effets de l'impact.⋅ Mais en décembre 2016 l'Agence spatiale européenne décide d'abandonner sa participation au projet, c'est-à-dire le développement de AIM à la suite d'une décision de l'Allemagne qui choisit de financer priotairement le projet ExoMars.
En 2019, à la demande de plusieurs pays membres, l'Agence spatiale européenne entreprend les études d'un remplaçant pour AIM qui est baptisé Hera. Celui-ci reprend tous les objectifs assignés à AIM mais ne sera pas prêt à temps pour observer l'impact de DART sur l'astéroïde. Hera, dont le lancement a été effectué le lundi 7 octobre 2024 à Cap Canaveral, doit étudier les effets de l'impact de Dart sur Didymos en 2026 soit quatre ans après que celui-ci se soit produit. Le projet intègre une dimension scientifique importante (étude d'un astéroïde binaire et d'un astéroïde de très petite taille),. La mission est approuvée par le conseil des ministres européens en novembre 2019. En septembre 2020 l'agence spatiale européenne confie la construction de l'engin spatial à un consortium d'entreprises menés par la société allemande OHB dans le cadre d'un contrat de 129,4 millions euros. Le volet scientifique est pris en charge par plusieurs laboratoires européens dont l'observatoire de la Côte d'Azur dont fait partie le responsable scientifique de la mission Patrick Michel.

## La défense planétaire en Chine

### Observatoires dédiés à l'inventaire des astéroïdes géocroiseurs
La Chine construit plusieurs radars et télescopes dédiés pour tout partie à la détection des astéroïdes géocroiseurs. Le WFST (Wide Field Survey Telescope), un télescope de 2,5 mètres situé à Lenghu dans la province de Qinghai a été inauguré à l'automne 2023 et, dès novembre, a identifié deux nouveaux astéroïdes. Deux autres télescopes contribuent à ce recensement : le télescope de Lijiang installé dans la province du Yunnan sur un site situé à une altitude de 3 193 mètres qui dispose d'un miroir de 2,4 mètres et le télescope de  Xinglong  doté d'un miroir de 2,16 mètres. D'autres instruments sont proposés pour participer à ce relevé. Un réseau de 25 antennes radar d'un diamètre de 30 mètres, baptisé  Compound Eye, est en cours de construction courant 2024 (date d'achèvement prévue en 2025) et sera utilisé notamment pour déterminer la trajectoire et les caractéristiques des géocroiseurs.
Le télescope spatial Xuntian (lancé en 2023) doit contribuer à cette tâche. Le conglomérat aérospatial chinois CASC et le laboratoire Quian-Lab ont proposé en 2022 de développer la mission CROWN (Constellation of Heterogeneous Wide-field NEA Surveyors) comprenant un télescope principal situé au niveau de l'orbite de la planète Vénus (au point de Lagrange L2 du système Vénus-Soleil) et jusqu'à 6 télescopes de plus petite taille également en orbite autour de Vénus. Selon les simulations effectuées, cette constellation permettrait de détecter environ 2000 objets potentiellement dangereux (PHO : plus de 150 mètres de diamètre et orbite passant à moins de 0,05 Unité Astronomique de celle de la Terre) et seuls quatre PHO ne seraient pas détectés. Un autre projet proposé par le NSSC et l'Observatoire de la Montagne Pourpre consisterait en un télescope situé au niveau de l'orbite terrestre et précédant la Terre à une distance comprise entre 10 et 20 millions de kilomètres. Cet observatoire permettrait de détecter les astéroïdes venant de la direction du Soleil qui sont les plus dangereux car difficilement détectables (les télescopes terrestres ne peuvent être braqués dans la direction du Soleil). Ce projet serait moins performant que CROWN mais serait moins couteux et moins complexe.

### Projets de déviation des géocroiseurs
La Chine  développe courant 2024 une mission lui permettant de maitriser les technologies de l'impacteur cinétique dont le lancement est prévu en 2027. Cette mission, composée de deux engins spatiaux, reprend à la fois les objectifs de l'impacteur DART de la NASA et de la mission d'étude post impact Hera développée par l'Agence spatiale européenne. Le conglomérat aérospatial chinois du CASC est chargé de la construction de la mission qui est baptisée provisoirement  Near-Earth Asteroid Defence System Experimental Test. Le premier engin spatial doit s'écraser sur l'astéroïde 2015 XF261 d'environ 30 mètres de diamètre tandis que le second est chargé d'étudier l'astéroïde durant 3 à 6 mois avant l'impact avant d'observer le déroulement de l'impact et ses conséquences. Les deux engins spatiaux seront placés en orbite par le même lanceur Longue Marche 3B. Les instruments emportés comprennent des caméras couleur ainsi qu'un altimètre laser, un radar, un détecteur de poussière et ainsi que des spectromètres,.
Pour parvenir à dévier les astéroïdes réellement dangereux pour la civilisation humaine, ceux dont le diamètre dépasse 400 mètres, il est nécessaire d'augmenter fortement la masse de l'impacteur cinétique. Le Centre national des sciences spatiales (NSSC) et deux autres centres de recherche chinois ont présenté en 2021 un concept baptisé AKI ( Assembled Kinetic Impactor) : pour cette mission le deuxième étage de la fusée Longue Marche 5 reste solidaire de celui de l'impacteur cinétique ce qui ajoute 8,75 tonnes aux 2,5 tonnes de l'impacteur. Il faudrait toutefois entre 10 et 20 impacteurs AKI pour dévier l'astéroïde Bénou de 500 mètres de diamètre. Un autre projet proposé par les mêmes institutions et baptisé EKI (Enhanced Kinetic Impactor) reposerait spatial qui irait prélever un rocher de 200 tonnes à la surface d'un astéroïde à l'aide d'un dispositif de capture analogue à celui prévu pour la mission américaine Asteroid Redirect Mission (annulée). Le rocher serait ensuite placé sur une trajectoire de collision avec l'astéroïde à dévier. La sonde spatiale EKI aurait une masse totale de 8 tonnes et utiliserait des moteurs ioniques. Selon les calculs de ses concepteurs, la mission EKI d'une durée de 4 ans serait capable de dévier un astéroïde de la taille Apophis mais nécessiterait de disposer de beaucoup de temps avant la date de l'impact.
Une autre étude chinoise très futuriste consiste à bâtir une ligne de défense contre les astéroïdes géocroiseurs au niveau de la Lune. Un télescope serait installé à chaque pôle de la Lune et trois intercepteurs seraient pré-positionnés aux points de Lagrange L3, L4 et L5 du système Terre-Lune. Un tel système permettrait de dévier des astéroïdes (de petite taille) avec un préavis de seulement une semaine.

## Le rôle des organisations internationales
En 2013, à la suite d'une recommandation du Comité des Nations unies pour l'utilisation pacifique de l'espace extra-atmosphérique (COPUOS), l'Organisation des Nations unies créent l'International Asteroid Warning Network (IAWN) qui est chargé de coordonner les travaux de détection, faire circuler les données collectées et assister les gouvernements des différents pays cherchant à définir une stratégie d'évitement d'impact. L'IAWN a créé un groupe de travail chargé de développer la coopération entre les pays et de définir de manière consensuelle les mesures de défense contre les menaces des objets géocroiseurs : le SMPAG (Space Missions Planning Advisory Group) rassemble des représentants des différentes agences spatiales nationales (une trentaine). Le groupe se réunit en sessions de travail deux fois par an.
Le SMPAG a proposé des conditions de communication des alertes aux pays membres des Nations unies et de mise en place de plan d'actions en fonction de la probabilité d'impact, de la taille de l'objet géocroiseur et du délai avant l'impact :
- Communication systématique d'une alerte lorsqu'un objet géocroiseur a un diamètre supérieur à 10 mètres (ou magnitude absolue est de 28 ou plus) et a une probabilité d'impact> 1%.
- Préparation d'un plan d'actions sur Terre lorsqu'un objet géocroiseur a un diamètre supérieur à 20 mètres (ou magnitude absolue est de 27 ou plus) a une probabilité d'impact > 10% dans moins de 20 ans.
- Planification de missions spatiales (observations in situ, détournement) lorsqu'un objet géocroiseur a un diamètre supérieur à 50 mètres (ou magnitude absolue est de 26 ou plus) et a un risque d'impact > 1 % dans moins de 50 ans.

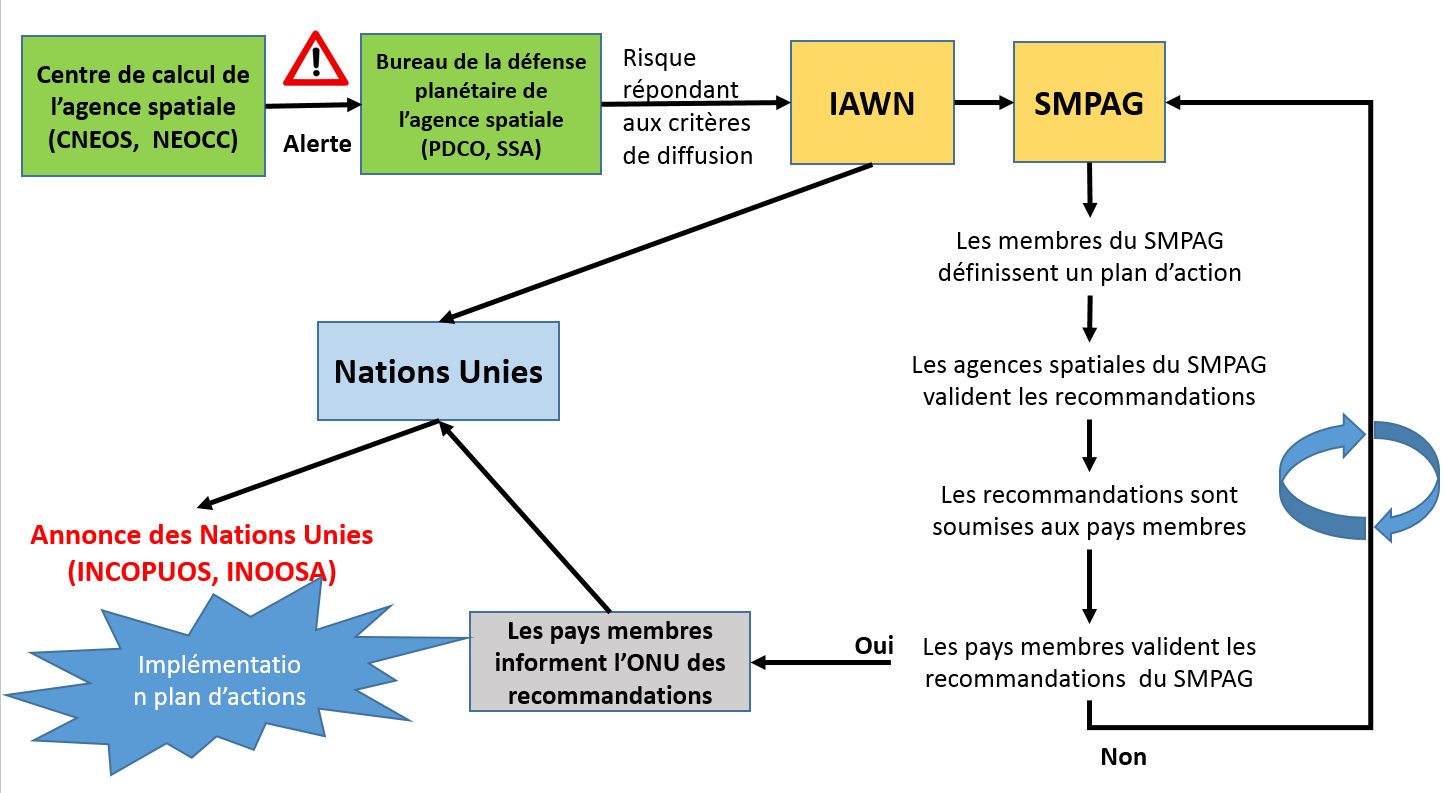
Processus théorique de gestion d'une menace répondant aux critères de communication et de traitement à l'échelon international montrant les rôles respectifs de l'IAWN et du SMPAG.

## Contribution des autres pays à la défense planétaire

### Corée du Sud
L'astéroïde géocroiseur Apophis doit passer à 32,000 kilomètres de la Terre en 2029. À cette distance, les forces de marée exercées par la Terre ont un effet non négligeable sur la dynamique, la vitesse de rotation et la surface de l'astéroïde. La Corée du Sud étudie une mission qui serait lancée en 2026 et qui, après s'être placée en orbite autour d'Apophis, étudierait in situ les caractéristiques de l'astéroïde et les effets du survol de la Terre,.